# 与島橋
与島橋（よしまばし）は、瀬戸大橋海峡部の内、南から3番目にある橋。

## 概要
香川県坂出市羽佐島島内から与島との間に架かる、全長877m、道路鉄道併用のトラス橋である。
計画当初のデザインは少し違ったトラス橋だった。
建設中は、羽佐島内部分は羽佐島高架橋と仮称されてきたが、完成時は全て与島橋に組み入れられた。
この区間はS字カーブを描いており、吊り橋や斜張橋といったケーブルを用いた構造をとることが困難であることから、トラス橋が採用された。

## データ
- 橋梁形式：2径間及び3径間連続トラス橋
- 着工：1978年（昭和53年）
- 竣工：1988年（昭和63年）
- 全長：877m

## 隣接する橋梁
岩黒島橋 - 与島橋 - 与島高架橋